# کله‌گردها و کله‌تیزها
کله‌گردها و کله‌تیزها (آلمانی: Die Rundköpfe und die Spitzköpfe) نمایش‌نامه‌ای نوشته برتولت برشت نمایش‌نامه‌نویس شهیر آلمانی است.